# 氯代双氢可待因
氯代双氢可待因是一种含氮有机氯化合物，分子式C
18H
22ClNO
2，为双氢可待因的羟基被氯取代的产物，属于類阿片物质。